# Jasenovce
Jasenovce – wieś (obec) na Słowacji, położona w kraju preszowskim w powiecie Vranov nad Topľou. Pierwsza wzmianka pisemna o miejscowości pojawiła się w roku 1543.
Pod obec Jasenowce przynależą trzy osady: Poloma, Vrchy i Močedníky.

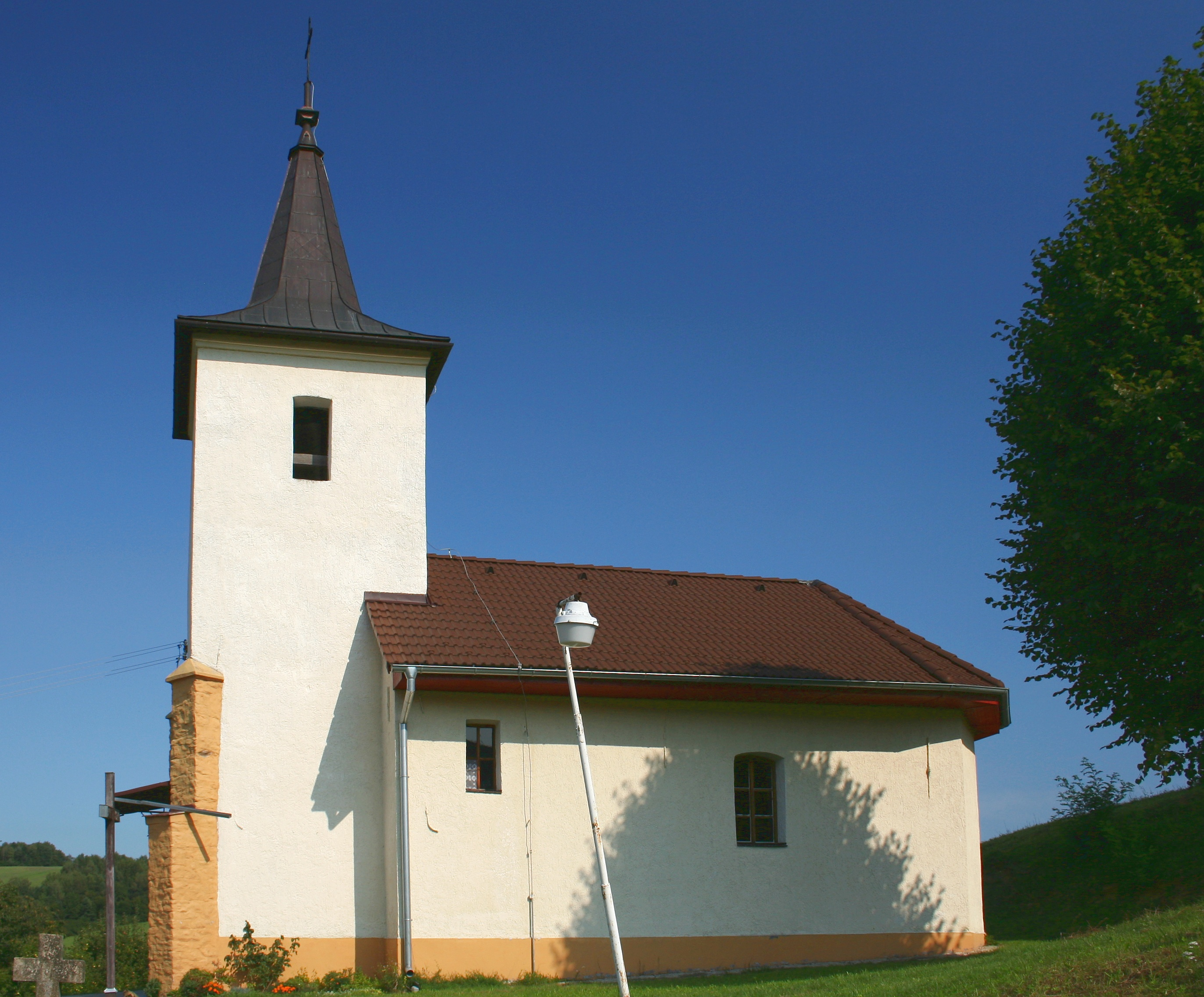
Kościół św. Michała Archanioła w Jasenowcach

W miejscowości znajduje się rzymskokatolicki kościół Michała Archanioła z roku 1778.